# Eishockey-Weltmeisterschaft der Frauen 2000
Die 6. Eishockey-Weltmeisterschaften der Frauen im Jahre 2000 wurde an folgenden Orten und zu folgenden Zeiten ausgetragen:
A-Weltmeisterschaft: 3. bis 9. April in Mississauga u. a. (Kanada)
B-Weltmeisterschaft: 20. bis 26. März in Riga und Liepāja (Lettland)
Qualifikation zur B-WM 2001: 22. bis 26. März in Dunaújváros und Székesfehérvár (Ungarn)

## A-Weltmeisterschaft
Das Turnier der A-Gruppe wurde in Mississauga, Barrie, Kitchener, London, Niagara Falls, Oshawa und Peterborough in Kanada ausgetragen. Die Finalspiele wurden im Hershey Centre in Mississauga ausgespielt.
Kanada blieb weiterhin bei Weltmeisterschaften ungeschlagen und gewann den sechsten Titel in Folge.

### Vorrunde
| Teams       | CAN | SWE  | CHN | JPN  | Tore  | Pkt. |
| ----------- | --- | ---- | --- | ---- | ----- | ---- |
| 1. Kanada   |     | 4:0  | 8:1 | 9:0  | 21: 1 | 6:0  |
| 2. Schweden | 0:4 |      | 1:1 | 10:0 | 11: 5 | 3:3  |
| 3. China    | 1:8 | 1:1  |     | 3:0  | 5: 9  | 3:3  |
| 4. Japan    | 0:9 | 0:10 | 0:3 |      | 0:22  | 0:6  |

| Teams          | USA  | FIN | RUS  | GER  | Tore  | Pkt. |
| -------------- | ---- | --- | ---- | ---- | ----- | ---- |
| 1. USA         |      | 4:3 | 15:0 | 16:1 | 35: 4 | 6:0  |
| 2. Finnland    | 3:4  |     | 7:1  | 4:1  | 14: 6 | 4:2  |
| 3. Russland    | 0:15 | 1:7 |      | 7:2  | 8:24  | 2:4  |
| 4. Deutschland | 1:16 | 1:4 | 2:7  |      | 4:27  | 0:6  |

### Play-downs
| 1. Runde                 |             |             |   |             |                             |
| 7. April 2000            | Mississauga | China       | – | Deutschland | 3:0 (0:0,3:0,0:0)           |
| 7. April 2000            | Mississauga | Russland    | – | Japan       | 8:4 (3:3,1:1,4:0)           |
|                          |             |             |   |             |                             |
| Abstiegsspiel um Platz 7 |             |             |   |             |                             |
| 9. April 2000            | Mississauga | Deutschland | – | Japan       | 3:2 n. V. (0:0,2:1,0:1,1:0) |
|                          |             |             |   |             |                             |
| Spiel um Platz 5         |             |             |   |             |                             |
| 9. April 2000            | Mississauga | Russland    | – | China       | 4:0 (0:0,1:0,3:0)           |

### Play-offs
| Halbfinale       |             |          |   |          |                             |
| 8. April 2000    | Mississauga | Kanada   | – | Finnland | 3:2 (2:1,1:1,0:0)           |
| 8. April 2000    | Mississauga | USA      | – | Schweden | 7:1 (1:0,3:0,3:1)           |
|                  |             |          |   |          |                             |
| Spiel um Platz 3 |             |          |   |          |                             |
| 9. April 2000    | Mississauga | Finnland | – | Schweden | 7:1 (2:0,2:1,3:0)           |
|                  |             |          |   |          |                             |
| Finale           |             |          |   |          |                             |
| 9. April 2000    | Mississauga | Kanada   | – | USA      | 3:2 n. V. (0:0,0:2,2:0,1:0) |

### Beste Scorerinnen
Abkürzungen: Sp = Spiele, T = Tore, V = Vorlagen, Pkt = Punkte, SM = Strafminuten; Fett: Turnierbestwert
| Spieler              | Sp | T | V  | Pkt | SM |
| -------------------- | -- | - | -- | --- | -- |
| Krissy Wendell       | 5  | 2 | 11 | 13  | 6  |
| Stephanie O’Sullivan | 5  | 5 | 7  | 12  | 2  |
| Karyn Bye            | 5  | 8 | 2  | 10  | 2  |
| Alana Blahoski       | 5  | 7 | 2  | 9   | 0  |
| Jayna Hefford        | 5  | 5 | 3  | 8   | 4  |
| Brandy Fisher        | 5  | 3 | 5  | 8   | 4  |
| Natalie Darwitz      | 5  | 2 | 6  | 8   | 18 |
| Allison Mleczko      | 5  | 1 | 7  | 8   | 2  |
| Hayley Wickenheiser  | 5  | 1 | 7  | 8   | 4  |
| Katja Riipi          | 5  | 7 | 0  | 7   | 0  |

### Beste Torhüterinnen
Abkürzungen: Sp = Spiele, Min = Eiszeit (in Minuten), SOG =Schüsse aufs Tor, GT = Gegentore, SO = Shutouts, GAA = Gegentorschnitt, Sv = gehaltene Schüsse, Sv% = Fangquote; Fett: Turnierbestwert
| Spieler             | Sp | Min    | GT | SO | GTS  | Sv%   |
| ------------------- | -- | ------ | -- | -- | ---- | ----- |
| Sami Jo Small       | 3  | 150:02 | 2  | 1  | 0,80 | 95,65 |
| Sarah Tueting       | 2  | 120:00 | 1  | 1  | 0,50 | 94,44 |
| Guo Hong            | 5  | 220:00 | 6  | 2  | 1,64 | 94,06 |
| Kim St-Pierre       | 3  | 149:58 | 3  | 0  | 1,20 | 93,48 |
| Tuula Puputti       | 4  | 238:23 | 9  | 0  | 2,27 | 92,56 |
| Manuela Hirschbeck  | 4  | 218:34 | 13 | 0  | 3,57 | 90,44 |
| Charlotte Göthesson | 5  | 300:00 | 19 | 1  | 3,80 | 89,02 |
| Sara DeCosta        | 3  | 180:00 | 7  | 0  | 2,33 | 88,33 |
| Huo Lina            | 2  | 80:00  | 7  | 0  | 5,25 | 88,14 |
| Irina Gaschennikowa | 3  | 220:00 | 13 | 0  | 3,55 | 85,23 |

### Abschlussplatzierung der A-WM
| Pl | Team                |
| -- | ------------------- |
| 1  | Kanada              |
| 2  | USA                 |
| 3  | Finnland            |
| 4  | Schweden            |
| 5  | Russland            |
| 6  | Volksrepublik China |
| 7  | Deutschland         |
| 8  | Japan               |

| Absteiger   | Japan      |
| Aufsteiger: | Kasachstan |

| Weltmeister Kanada | Sami Jo Small, Kim St-Pierre – Thérèse Brisson, Delaney Collins, Geraldine Heaney, Becky Kellar, Cheryl Pounder, Nathalie Rivard – Kelly Béchard, Amanda Benoit, Jennifer Botterill, Cassie Campbell, Nancy Drolet, Lori Dupuis, Danielle Goyette, Jayna Hefford, Caroline Ouellette, Tammy Shewchuk, Vicky Sunohara, Hayley Wickenheiser Trainerstab: Mel Davidson, Karen Hughes, Wally Kozak |
| Silber USA         | Chris Bailey, Laurie Baker, Alana Blahoski, Winny Brodt, Karyn Bye, Natalie Darwitz, Sara DeCosta, Tricia Dunn, Brandy Fisher, Cammi Granato, Katie King, Shelley Looney, Nicki Luongo, Sue Merz, Allison Mleczko, Stephanie O’Sullivan, Angela Ruggiero, Jenny Schmidgall, Sarah Tueting, Krissy Wendell Trainer: Ben Smith                                                                   |
| Bronze Finnland    | Sari Fisk, Päivi Halonen, Johanna Hirvinen, Kirsi Hänninen, Marianne Ihalainen, Kati Kovalainen, Emma Laaksonen, Sanna Lankosaari, Katja Lehto, Vilja Lipsonen, Katri-Helena Luomajoki, Sanna Peura, Tuula Puputti, Marja-Helena Pälvilä, Karoliina Rantamäki, Katja Riipi, Henna Savikuja, Maria Selin, Hanne Sikiö, Petra Vaarakallio Trainer: Hannu Saintula                                |

### Auszeichnungen
- Beste Torhüterin: Sami Jo Small (Kanada)
- Beste Verteidigerin: Angela Ruggiero (Vereinigte Staaten)
- Beste Stürmerin: Katja Riipi (Finnland)[1]

## B-Weltmeisterschaft
in Riga und Liepāja, Lettland

### Vorrunde
| Teams         | KAZ | SUI | CZE | LAT | Tore  | Pkt. |
| ------------- | --- | --- | --- | --- | ----- | ---- |
| 1. Kasachstan |     | 2:1 | 3:2 | 3:0 | 8: 3  | 6:0  |
| 2. Schweiz    | 1:2 |     | 4:2 | 5:0 | 10: 4 | 4:2  |
| 3. Tschechien | 2:3 | 2:4 |     | 2:2 | 6: 9  | 1:5  |
| 4. Lettland   | 0:3 | 0:5 | 2:2 |     | 2:10  | 1:5  |

| Teams         | NOR | DAN | FRA | ITA | Tore  | Pkt. |
| ------------- | --- | --- | --- | --- | ----- | ---- |
| 1. Norwegen   |     | 3:1 | 6:2 | 7:0 | 16: 3 | 6:0  |
| 2. Dänemark   | 1:3 |     | 2:2 | 5:0 | 8: 5  | 3:3  |
| 3. Frankreich | 2:6 | 2:2 |     | 8:2 | 12:10 | 3:3  |
| 4. Italien    | 0:7 | 0:5 | 2:8 |     | 2:20  | 0:6  |

### Abstiegs- und Finalrunde
| Teams         | KAZ   | SUI   | NOR   | DAN   | Tore | Pkt. |
| ------------- | ----- | ----- | ----- | ----- | ---- | ---- |
| 1. Kasachstan |       | (2:1) | 2:1   | 3:0   | 7: 2 | 6:0  |
| 2. Schweiz    | (1:2) |       | 2:2   | 4:0   | 7: 4 | 3:3  |
| 3. Norwegen   | 1:2   | 2:2   |       | (3:1) | 6: 5 | 3:3  |
| 4. Dänemark   | 0:3   | 0:4   | (1:3) |       | 1:10 | 0:6  |

| Teams         | FRA   | LAT   | CZE   | ITA   | Tore  | Pkt. |
| ------------- | ----- | ----- | ----- | ----- | ----- | ---- |
| 1. Frankreich |       | 3:3   | 1:0   | (8:2) | 12: 5 | 5:1  |
| 2. Lettland   | 3:3   |       | (2:2) | 2:0   | 7: 5  | 4:2  |
| 3. Tschechien | 0:1   | (2:2) |       | 7:2   | 9: 5  | 3:3  |
| 4. Italien    | (2:8) | 0:2   | 2:7   |       | 4:17  | 0:6  |

### Abschlussplatzierung der B-WM
| Pl | Team       |
| -- | ---------- |
| 1  | Kasachstan |
| 2  | Schweiz    |
| 3  | Norwegen   |
| 4  | Dänemark   |
| 5  | Frankreich |
| 6  | Lettland   |
| 7  | Tschechien |
| 8  | Italien    |

### Auf- und Absteiger
| B-Weltmeister 2000:         | Kasachstan |
| Aufsteiger in die A-Gruppe: | Kasachstan |
| Absteiger aus der A-Gruppe: | Japan      |
| Absteiger aus der B-Gruppe: | Italien    |
| Aufsteiger in die B-Gruppe: | Nordkorea  |

## Qualifikation zur B-Weltmeisterschaft 2001
in Dunaújváros und Székesfehérvár, Ungarn

### Vorrunde
| Teams        | SVK  | BEL | HUN | RSA  | Tore  | Pkt. |
| ------------ | ---- | --- | --- | ---- | ----- | ---- |
| 1. Slowakei  |      | 8:0 | 8:0 | 23:0 | 39: 0 | 6:0  |
| 2. Belgien   | 0:8  |     | 3:2 | 8:0  | 11:10 | 4:2  |
| 3. Ungarn    | 0:8  | 2:3 |     | 4:3  | 6:14  | 2:4  |
| 4. Südafrika | 0:23 | 0:8 | 3:4 |      | 3:35  | 0:6  |

| Teams             | PRK | GBR | NED | AUS | Tore  | Pkt. |
| ----------------- | --- | --- | --- | --- | ----- | ---- |
| 1. Nordkorea      |     | 4:2 | 2:2 | 8:1 | 14: 5 | 5:1  |
| 2. Großbritannien | 2:4 |     | 5:2 | 7:1 | 14: 7 | 4:2  |
| 3. Niederlande    | 2:2 | 2:5 |     | 2:0 | 6: 7  | 3:3  |
| 4. Australien     | 1:8 | 1:7 | 0:2 |     | 2:17  | 0:6  |

### Finale und Platzierungsspiele
| Spiel um Platz 7 |             |                |   |             |                   |
| 26. März 2000    | Dunaújváros | Australien     | – | Südafrika   | 6:0 (1:0,2:0,3:0) |
|                  |             |                |   |             |                   |
| Spiel um Platz 5 |             |                |   |             |                   |
| 26. März 2000    | Dunaújváros | Ungarn         | – | Niederlande | 0:2 (0:1,0:0,0:1) |
|                  |             |                |   |             |                   |
| Spiel um Platz 3 |             |                |   |             |                   |
| 26. März 2000    | Dunaújváros | Großbritannien | – | Belgien     | 8:1 (2:0,4:0,2:1) |
|                  |             |                |   |             |                   |
| Finale           |             |                |   |             |                   |
| 26. März 2000    | Dunaújváros | Nordkorea      | – | Slowakei    | 3:1 (1:0,0:1,2:0) |

### Abschlussplatzierung der Qualifikation
| Pl | Team           |
| -- | -------------- |
| 1  | Nordkorea      |
| 2  | Slowakei       |
| 3  | Großbritannien |
| 4  | Belgien        |
| 5  | Niederlande    |
| 6  | Ungarn         |
| 7  | Australien     |
| 8  | Südafrika      |

| Qualifiziert für die B-WM 2001: | Nordkorea |